# Xibalbanus fuchscockburni
Espèce
Synonymes
- Speleonectes fuchscockburni Neiber, Hansen, Iliffe, Gonzalez & Koenemann, 2012

Xibalbanus fuchscockburni est une espèce de rémipèdes de la famille des Xibalbanidae.

## Distribution
Cette espèce est endémique du Quintana Roo au Mexique. Elle se rencontre dans la grotte anchialine Cenote Crustacea vers Puerto Morelos.

## Publication originale
- Neiber, Hansen, Iliffe, Gonzalez & Koenemann, 2012 : Molecular taxonomy of Speleonectes fuchscockburni, a new pseudocryptic species of Remipedia (Crustacea) from an anchialine cave system on the Yucatán Peninsula, Quintana Roo, Mexico. Zootaxa, no 3190, p. 31–46.